# Västra Ämnatjärnen
Västra Ämnatjärnen är en sjö i Ovanåkers kommun i Hälsingland och ingår i Ljusnans huvudavrinningsområde. Sjön har en area på 0,0905 kvadratkilometer och ligger 300 meter över havet.

## Delavrinningsområde
Västra Ämnatjärnen ingår i det delavrinningsområde (680042-150490) som SMHI kallar för Utloppet av Lössnan. Medelhöjden är 228 meter över havet och ytan är 25,52 kvadratkilometer. Räknas de 46 avrinningsområdena uppströms in blir den ackumulerade arean 439,76 kvadratkilometer. Frösteboån som avvattnar avrinningsområdet har biflödesordning 3, vilket innebär att vattnet flödar genom totalt 3 vattendrag innan det når havet efter 83 kilometer. Avrinningsområdet består mestadels av skog (71 procent). Avrinningsområdet har 2,47 kvadratkilometer vattenytor vilket ger det en sjöprocent på 9,7 procent.